# Мировой шоссейный кубок UCI 1991
3-й сезон Мирового шоссейного кубка UCI — велошоссейного сезонного турнира 1991 года.

## Обзор сезона
Турнир проводился FICP под эгидой UCI. Спонсором турнира выступала французская компания Perrier в результате чего он имел неофициальное название "Coupe du monde Perrier".
Календарь турнира остался прежним по сравнению с прошлым сезоном и состоял из 13 однодневных гонок проходивших в Европе и Канаде, одна из которых (Гран-при де ла Либерасьон) проводилась в формате командной гонки с раздельным стартом. Небольшое изменение коснулось только финальной гонки сезона. Она прошла в итальянском Бергамо и одновременно проводилась в рамках ещё двух гонок – итальянской Трофео Баракки и французской Гран-при Наций.
Регламент турнира остался прежним. Индивидуальный рейтинг предусматривал начисление очков первым 12 гонщикам на каждой гонке (их количество не зависело от гонки). Чтобы быть классифицированным в итоговом рейтинге гонщик должен был принять участие в 6 из 10 гонок. Победитель сезона определялся по общей сумме набранных очков не зависимо от количества проведённых гонок. Командный рейтинг рассчитывался по двухступенчатой схеме. По итогам каждой гонки суммировались места трёх лучших гонщиков каждой команды. После чего происходило ранжирование команд по возрастанию суммы мест. Очки получали 10 лучших команд на каждой гонке. Победитель сезона определялся по общей сумме набранных очков не зависимо от количества проведённых гонок.
Начисляемые очки
| Рейтинг / Место на гонке | 1  | 2  | 3  | 4  | 5  | 6  | 7  | 8  | 9  | 10 | 11 | 12 |
| Индивидуальный           | 50 | 35 | 25 | 20 | 18 | 16 | 14 | 12 | 10 | 8  | 6  | 5  |
| Командный                | 12 | 9  | 8  | 7  | 6  | 5  | 4  | 3  | 2  | 1  |    |    |

Победителем индивидуального рейтинга стал итальянец Маурицио Фондриест. Второе место занял француз Лоран Жалабер, третье  – датчанин Рольф Сёренсен. 
Среди команд стран первенствовала Panasonic-Sportlife. Второй стала Buckler-Colnago-Decca, третьей  – PDM-Concorde-Ultima. 

## Календарь
| №  | Дата        | Гонка                     | Победитель        | Индивидуальный зачёт | Командный зачёт |
| -- | ----------- | ------------------------- | ----------------- | -------------------- | --------------- |
| 1  | 23 марта    | Милан — Сан-Ремо          | Клаудио Кьяппуччи |                      |                 |
| 2  | 7 апреля    | Тур Фландрии              | Эдвиг Ван Хойдонк |                      |                 |
| 3  | 14 апреля   | Париж — Рубе              | Марк Мадьо        |                      |                 |
| 4  | 21 апреля   | Льеж — Бастонь — Льеж     | Морено Арджентин  |                      |                 |
| 5  | 27 апреля   | Амстел Голд Рейс          | Франс Массен      |                      |                 |
| 6  | 4 августа   | Уинкатон Классик          | Эрик Ван Ланкер   |                      |                 |
| 7  | 10 августа  | Классика Сан-Себастьяна   | Джанни Буньо      |                      |                 |
| 8  | 18 августа  | Чемпионат Цюриха          | Йохан Мюзеув      |                      |                 |
| 9  | 15 сентября | Гран-при де ла Либерасьон | Buckler           |                      |                 |
| 10 | 6 октября   | Гран-при де Америк        | Эрик Ван Ланкер   |                      |                 |
| 11 | 13 октября  | Париж — Тур               | Йохан Капиот      |                      |                 |
| 12 | 19 октября  | Джиро ди Ломбардия        | Шон Келли         |                      |                 |
| 13 | 26 октября  | Трофео Баракки            | Тони Ромингер     |                      |                 |

## Итоговый рейтинг

### Индивидуальный
| №  | Гонщик             | Команда               | Очки |
| -- | ------------------ | --------------------- | ---- |
| 1  | Маурицио Фондриест | Panasonic-Sportlife   | 132  |
| 2  | Лоран Жалабер      | Toshiba               | 121  |
| 3  | Рольф Сёренсен     | Ariostea              | 114  |
| 4  | Эдвиг Ван Хойдонк  | Buckler-Colnago-Decca | 94   |
| 5  | Марк Мадьо         | RMO                   | 71   |
| 6  | Франс Массен       | Buckler-Colnago-Decca | 70   |
| 7  | Франко Баллерини   | Del Tongo–MG Boys     | 66   |
| 8  | Адри ван дер Пул   | Tulip Computers       | 57   |
| 9  | Дирк Де Вольф      | Tonton Tapis-GB       | 52   |
| 10 | Фил Андерсон       | Motorola              | 51   |

### Командный
| № | Команда               | Очки |
| - | --------------------- | ---- |
| 1 | Panasonic-Sportlife   | 107  |
| 2 | Buckler-Colnago-Decca | 87   |
| 3 | PDM-Concorde-Ultima   | 65   |
| 4 | Ariostea              | 50   |
| 5 | Lotto                 | 46   |